# Giro d'Italia de 1921
Giro d'Italia de 1921 foi a nona edição da prova ciclística Giro d'Italia (Corsa Rosa), realizada entre os dias 25 de maio e 12 de junho de 1921.
A competição foi realizada em 10 etapas com um total de 3.107 km.
O vencedor foi o ciclista Giovanni Brunero. Largaram 69 competidores cruzaram a linha de chegada 27 corredores.